# Bao Yingying
Bao Yingying (chinesisch 包盈盈, Pinyin Bāo Yíngyíng; * 6. November 1983 in Qidong, Jiangsu) ist eine chinesische Säbelfechterin.
Sie begann ihre Laufbahn als Leistungssportlerin 1997 in der Nantong-Sportschule. 1999 wechselte sie an die Sportuniversität Nanjing und schloss sich dem Fechtteam der Provinz Jiangsu an. Seit 2001 ist sie Mitglied der chinesischen Fechtnationalmannschaft.
Gleich im ersten Jahr gelang ihr mit dem dritten Platz im Einzel bei der Universiade in Peking ein erster internationaler Erfolg. Im Jahr darauf gewann sie den Einzel- und den Mannschaftstitel bei den Juniorenweltmeisterschaften in Antalya und bei den Asienspielen als Mitglied des chinesischen Säbelteams die Goldmedaille.
2003 errang sie bei der Weltmeisterschaft in Havanna mit der chinesischen Mannschaft die Silbermedaille. Ebenfalls den zweiten Platz erreichte sie 2007 bei den Asienmeisterschaften in Nantong im Einzel.
Im August 2008 nahm sie in Peking erstmals an Olympischen Spielen teil und belegte nach einer Viertelfinalniederlage gegen die spätere Olympiasiegerin Mariel Zagunis Rang sechs, mit der Mannschaft erhielt sie Bronze.
2009 bei den Fechtweltmeisterschaften in Antalya erfocht sie mit der chinesischen Mannschaft die Bronzemedaille. Seit der Saison 2009/2010 hat sie an keinem internationalen Wettbewerb teilgenommen.